# Clematis urophylla
Clematis urophylla är en ranunkelväxtart som beskrevs av Adrien René Franchet. Clematis urophylla ingår i släktet klematisar, och familjen ranunkelväxter. Inga underarter finns listade i Catalogue of Life.

## Bildgalleri

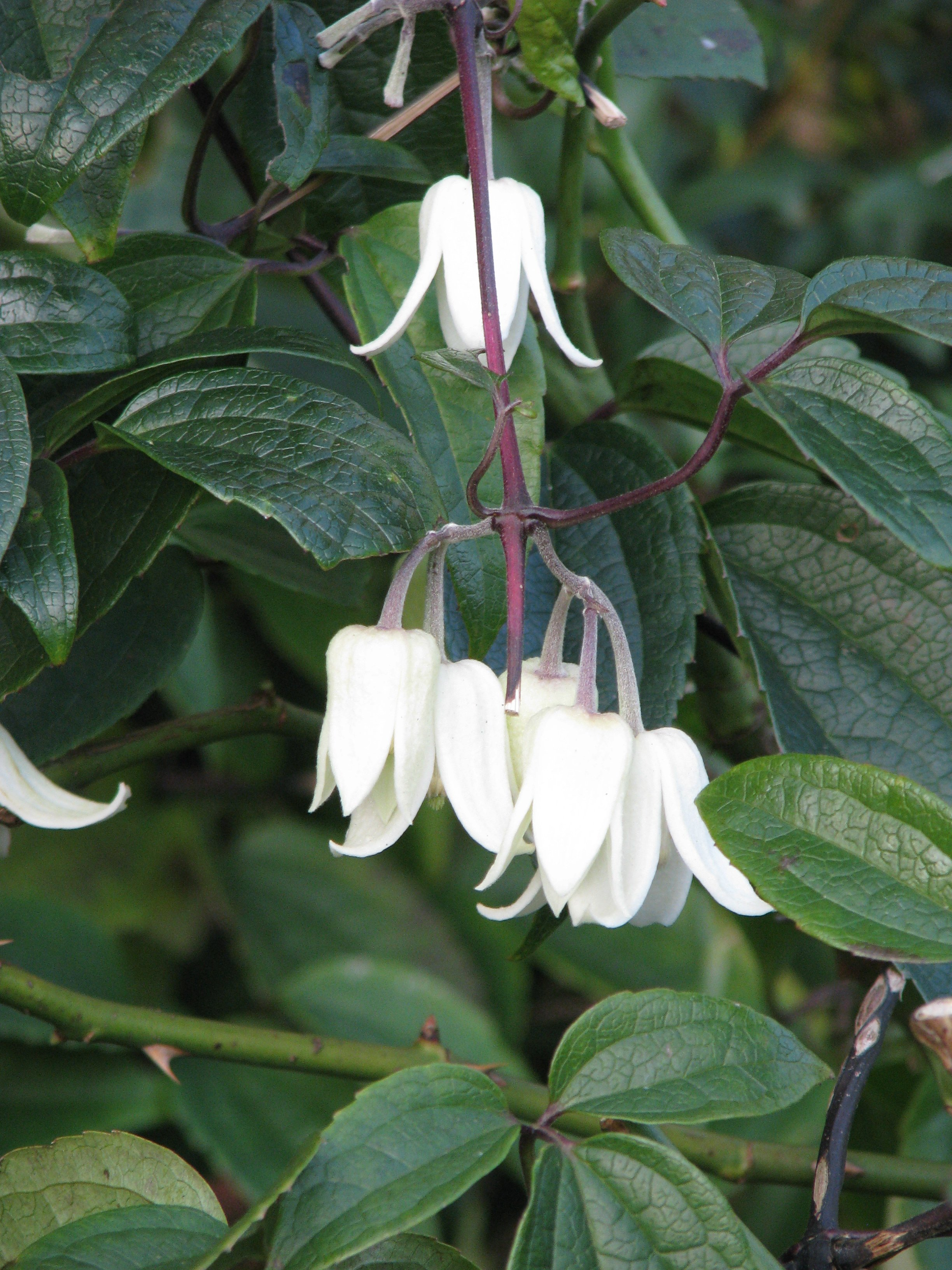
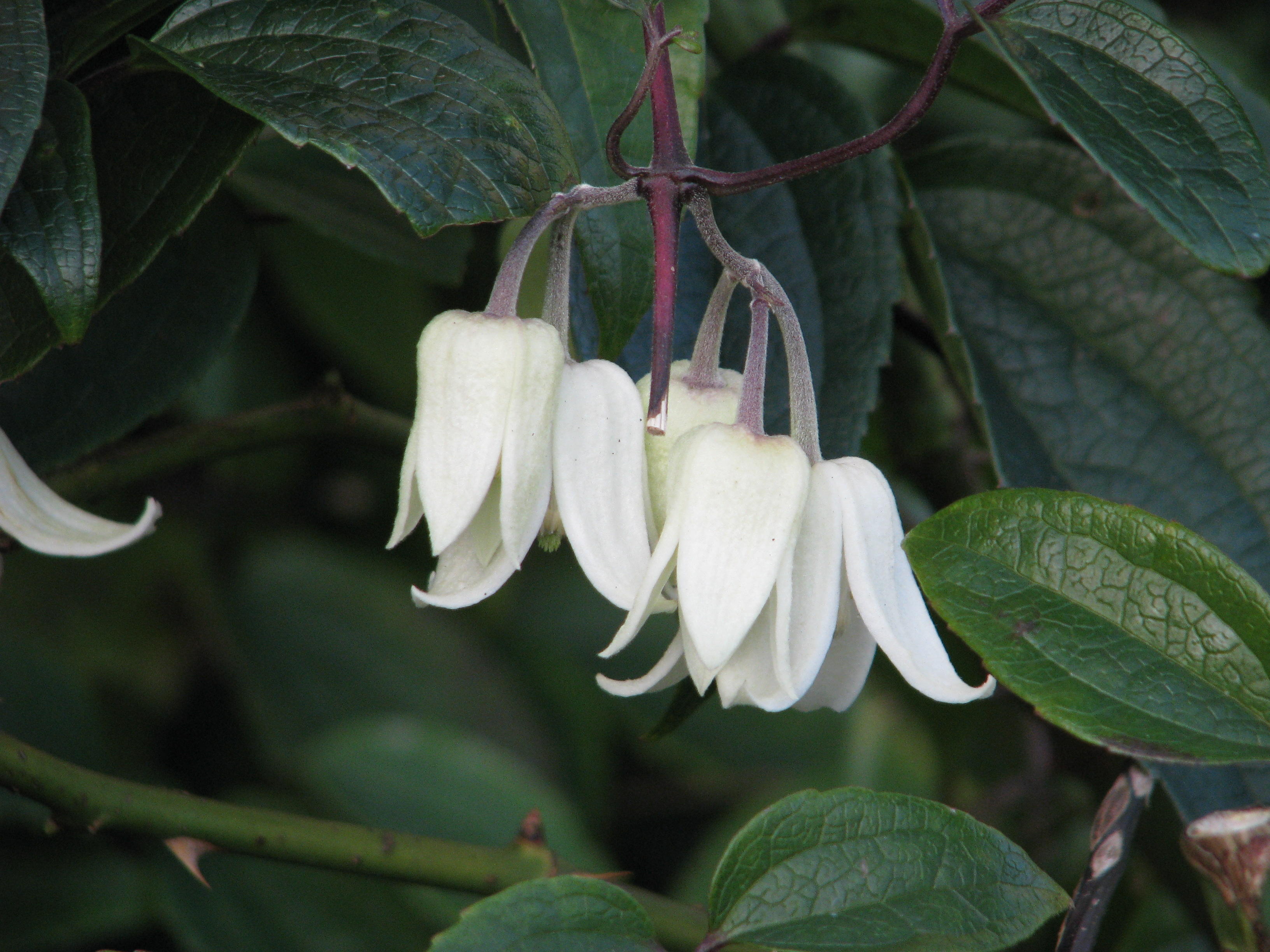